# Aleurocanthus cocois
Aleurocanthus cocois là một loài côn trùng cánh nửa trong họ Aleyrodidae, phân họ Aleyrodinae.
Aleurocanthus cocois được Corbett miêu tả khoa học đầu tiên năm 1927.